# Matthias Fronius

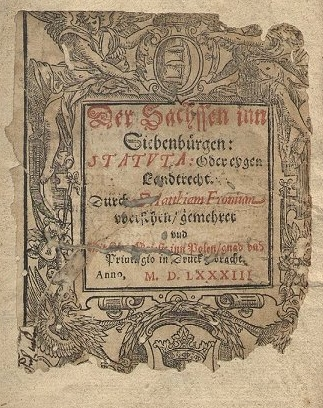
Matthias Fronius, Der Sachssen inn Siebenbürgen statuta Brașov, 1583.

Matthias Fronius (Kronstadt, 28 de febrero de 1522-Brașov, Transilvania; 1588) fue un clérigo luterano y Stadtrichter ("magistrado de la ciudad") de Brașov (Kronstadt), Transilvania.

## Biografía
Fronius estudió teología en la Universidad de Wittenberg, donde tuvo como maestro a Martín Lutero y Philipp Melanchthon, graduándose en 1543. Luego trabajó primero como maestro y luego como rector entre 1545 y 1546 del Collegium Barcense. Entre 1545 y 1569 trabajó como notario municipal y también como senador (hasta 1573). En 1573 fue elegido para el cargo de Stadthann. En 1588 fue elegido co-juez con Lukas Hirscher, pero murió ese mismo año.
Fue el autor de Statuta Jurivm Municipalium Saxonum inn Transylvania, una codificación del siglo XVI del derecho transilvano (Eygenlandrecht) que incluía principios del derecho establecidos tanto por el derecho romano como por el anglosajón.
En su obra, de la que también se publicó en otra versión en alemán ('Der Sachsen inn Siebenbürgen: Statuta Oder eigen Landtrecht) en 1583, señalaba los privilegios reales de los sajones de Transilvania, cuya autonomía en el reino de Hungría estaba garantizada por el Diploma Andreanum.

## Obras
- Der Sachsen inn Siebenbürgen: Statuta Oder eigen Landtrecht. Durch Matthiam Fronium übersehen, gemehrt und mit Kön. Majest. in Pohlen Gnad und Privilegio in Druck gebracht Anno MDLXXXIII (1583). Hermannstadt.
- Statvta Jvrivm Mvnicipalivm Saxonvm inn Transylvania. Opera Mat. Fronii. revisa, locupletata, cum gratia regia et Privilegio decennali. 1583. Corona. Otras ediciones: Hermannstadt 1711, Klausenburg 1779 y 1815/16.